# Тасима, Мэру
Мэру Тасима (яп. 田島 芽瑠, род. 7 января 2000 года, префектура Фукуока) — японский идол, певица, участница гёрл-группы HKT48. Также входит в состав юнита Tentoumu Chu!, состоящего из стажёрок группы AKB48.

## Биография
В 2011 году Мэру Тасима приняла участие в прослушиваниях в 10-е поколение идол-группы  Morning Musume. Успешно пройдя три раунда, она вышла в финал, но в итоге в группу отобрана не была.
В 2012 идол-группа HKT48 проводила прослушивания во второе поколение. Тасима приняла участие и прошла. Вместе с 33 другими победительницами она была введена в состав группы в качестве стажёрки. Через какое-то время в прессе появилась информация о том, что Ясуси Акимото,  продюсер групп AKB48 и HKT48, назвал Мэру «второй Дзюриной Мацуи». Так Мэру стала очень горячо обсуждаемой темой в Интернете. (Дзюрина Мацуи, с которой её сравнил Акимото, в своё время, в возрасте всего 11 лет, прошла прослушивания в SKE48. И вдруг неожиданно  её выдвинули на одну из главных позиций в следующем сингле группы AKB48 и даже поместили на его обложку. Так, появившись ниоткуда, она сразу стала одной из наиболее заметных участниц проекта.)
И вот, в первой же песне группы HKT48 («Hatsukoi Butterfly», выпущена как сторона «Б» 29-го сингла AKB48) Мэру Тасима, несмотря на то, что официально ещё стажёрка, была назначена «центром» (то есть девушкой, которая стоит по центру во время исполнения песни на сцене).
В феврале 2013 года было объявлено, что группа HKT48 выпустит свой дебютный сингл, называться он будет  «Suki! Suki! Skip!», и что Мэру Тасима в титульной песне будет центром.
Во втором сингле HKT48, под названием «Melon Juice», Тасима опять была назначена центром. (Хотя на этот раз центров было два, она и Мио Томонага.)

## Фильмография

### Телевидение
- Joshikou Keisatsu (яп. 女子高警察) (дорама, 27 октября 2013 — настоящее время)
- Fukuoka Ren'ai Hakusho — 9 Tsuki to Taiyou o Miagete (яп. 福岡恋愛白書9 月と太陽を見上げて) (дорама, Kyushu Asahi Broadcasting, 21 марта 2014)